# Ludvig 1. af Bourbon-Condé
 Ludvig 1. af Bourbon-Condé (Louis 1, fyrste af Condé 7. maj 1530 – 13. marts 1569) var hugenotleder og general. Han grundlagde fyrstehuset Condé, der var en yngre gren af Huset Bourbon. 

## Slægt
Ludvig 1. var den 5. søn af Karl 4., hertug af Vendôme og yngre bror til Anton af Bourbon, som giftede sig med dronning Johanne 3. af Navarra. Deres søn (Ludvig 1.s brorsøn) blev kong Henrik 4. af Frankrig.

## Ægteskaber
Ludvig 1.s første ægteskab var med Éléonore de Roye, grevinde af Roucy (1535–1564). Hun nedstammede fra slægten Conti.
De fik 11 børn:
- Henrik 1. af Bourbon-Condé (1552–1588), fyrste af Condé
- Charles af Bourbon-Condé, greve af Soissons
- François af Bourbon, prins af Conti
- Henri I. (1552–1588)
- Marguerite (1556–?), død ung
- Charles af Bourbon-Condé (1557–1558), greve af Valéry og  Soissons
- François af Bourbon (1558–1614), fyrste af Conti
- Louis (1562–1563), greve af Anisy
- Charles 2. (1562–1594), ærkebiskop af Rouen, katolsk kandidat til den franske trone
- Madeleine (1563–1563)
- Catherine (1564–?) død ung

Ludvig 1.s andet ægteskab var med Françoise d'Orléans (1549–1601). Hun nedstammede fra Ludvig af Valois, hertug af Orléans (1372–1407), der var søn af Karl 5. af Frankrig (1338–1380), farfar til Ludvig 12. af Frankrig (1462–1515) og oldefar til Frans 1. af Frankrig (1494–1547).
I dette ægteskab blev der født tre børn.
Ludvig 1. havde mindst ét barn født uden for ægteskab.